# Андрано
Андра̀но (на италиански: Andrano, на местен диалект Ndranu, Ндрану) е малко градче и община в Южна Италия, провинция Лече, регион Пулия. Разположено е на 110 m надморска височина. Населението на общината е 4962 души (към 2011 г.).